# 半胱胺
半胱胺，又称2-氨基乙硫醇，是一种用于治疗多种疾病的药物，经FDA批准用于治疗胱氨酸症，可口服或作为滴眼液成分。

## 制备
硫化氢与氢氧化钠的甲醇溶液反应，得到的新溶液和2-氯乙胺盐酸盐反应，可以得到2-氨基乙硫醇。氮丙环和硫化氢反应，也能制得产物。